# Констанция Бениславска
Конста̀нция Бенисла̀вска, с родово име Рик (фон Рюк) (на полски: Konstancja Benisławska) е полска поетеса от XVIII век, известна с единственото си произведение – „Песни на себе си изпети“ (на полски: Pieśni sobie śpiewane), публикувано през 1776 година във Вилно.

## Биография
Констанция Рик е родена на 6 януари 1747 година в полонизирано немско семейство, част от шляхтата на Инфлянтското войводство. Омъжва се за Пьотър Бениславски. Целият си живот прекарва в семейните владения на североизток от Динебург. Умира на 8 ноември 1806 година.